# Ora o mai più (terza edizione)
La terza edizione di Ora o mai più è andata in onda in prima serata su Rai 1 dall'11 gennaio al 1º marzo 2025 con la conduzione di Marco Liorni per sette puntate.
Dalla sesta puntata, con l'abbandono della diretta televisiva, ci sono stati alcuni cambiamenti al format: alla valutazione degli otto maestri, si aggiunge, al posto delle votazioni social, il voto di una giuria popolare di 100 persone del pubblico in sala che, dotato di tastierina, può valutare da 1 a 10 l'esibizione di ciascun concorrente.
Viene inoltre introdotta una giuria di giornalisti composta da Andrea Laffranchi, Claudia Rossi e Andrea Parrella, i quali commentano ed assegnano un bonus da 10 punti ad uno solo dei concorrenti e hanno inoltre diritto di voto nelle manche sfida. Nella puntata finale, questa giuria di giornalisti viene sostituita dai conduttori di Radio 2, Ema Stokholma e Gino Castaldo.
L'edizione è stata vinta da Pierdavide Carone; seguono al secondo posto Matteo Amantia e Pago al terzo.

## Cast
| Concorrente       | Maestro            | Classifica           |
| ----------------- | ------------------ | -------------------- |
| Pierdavide Carone | Gigliola Cinquetti | Vincitore            |
| Matteo Amantia    | Alex Britti        | Secondo classificato |
| Pago              | Patty Pravo        | Terzo classificato   |
| Antonella Bucci   | Raf                | Quarta classificata  |
| Valerio Scanu     | Rita Pavone        | Quinto classificato  |
| Loredana Errore   | Marco Masini       | Sesta classificata   |
| Carlotta          | Donatella Rettore  | Settima classificata |
| Anonimo Italiano  | Riccardo Fogli     | Ottavo classificato  |

## Dettaglio delle puntate
Legenda:

N/D Il Maestro non vota il suo allievo

M Voti ottenuti dai Maestri

M1 Voti ottenuti dai Maestri nella prima manche

M2 Voti ottenuti dai Maestri nella seconda manche

S Voti ottenuti dai Social

M+S Somma dei voti dei Maestri e dei Social

# Classifica di puntata

     Vincitore di puntata

     Vincitore

### Prima puntata
Data: 11 gennaio 2025
Prima manche: i cantanti concorrenti si presentano al pubblico riproponendo il loro più grande successo, accompagnati dai maestri loro abbinati.
| Ordine d'uscita | Concorrente       | Maestro            | Cavallo di battaglia      |
| --------------- | ----------------- | ------------------ | ------------------------- |
| 1               | Valerio Scanu     | Rita Pavone        | Per tutte le volte che... |
| 2               | Matteo Amantia    | Alex Britti        | Cleptomania               |
| 3               | Pierdavide Carone | Gigliola Cinquetti | Di notte                  |
| 4               | Pago              | Patty Pravo        | Parlo di te               |
| 5               | Carlotta          | Donatella Rettore  | Frena                     |
| 6               | Loredana Errore   | Marco Masini       | Ragazza occhi cielo       |
| 7               | Antonella Bucci   | Raf                | Amarti è l'immenso per te |
| 8               | Anonimo Italiano  | Riccardo Fogli     | Anche questa è vita       |

Seconda manche: i cantanti eseguono un duetto assieme ai maestri loro abbinati
| Ordine d'uscita | Concorrente       | Maestro            | Duetto con maestro       | Voto Maestri | Voto Maestri | Voto Maestri | Voto Maestri   | Voto Maestri       | Voto Maestri | Voto Maestri | Voto Maestri      | Classifica | Classifica |
| Ordine d'uscita | Concorrente       | Maestro            | Duetto con maestro       | Alex Britti  | Raf          | Patty Pravo  | Riccardo Fogli | Gigliola Cinquetti | Rita Pavone  | Marco Masini | Donatella Rettore | M          | #          |
| --------------- | ----------------- | ------------------ | ------------------------ | ------------ | ------------ | ------------ | -------------- | ------------------ | ------------ | ------------ | ----------------- | ---------- | ---------- |
| 1               | Pago              | Patty Pravo        | Pensiero stupendo        | 7            | 7            | N.D.         | 8              | 8                  | 9            | 8            | 6                 | 53         | 6          |
| 2               | Valerio Scanu     | Rita Pavone        | Datemi un martello       | 7            | 7            | 8            | 8              | 7                  | N.D.         | 7            | 7                 | 51         | 8          |
| 3               | Matteo Amantia    | Alex Britti        | Oggi sono io             | N.D.         | 9            | 9            | 8              | 9                  | 8            | 8            | 10                | 61         | 1          |
| 4               | Pierdavide Carone | Gigliola Cinquetti | Dio, come ti amo         | 8            | 8            | 8            | 8              | N.D.               | 9            | 8            | 8                 | 57         | 3          |
| 5               | Carlotta          | Donatella Rettore  | Chimica                  | 7            | 9            | 7            | 8              | 9                  | 8            | 7            | N.D.              | 55         | 4          |
| 6               | Loredana Errore   | Marco Masini       | T'innamorerai            | 8            | 8            | 8            | 9              | 7                  | 8            | N.D.         | 6                 | 54         | 5          |
| 7               | Antonella Bucci   | Raf                | Due                      | 8            | N.D.         | 8            | 8              | 8                  | 9            | 9            | 10                | 60         | 2          |
| 8               | Anonimo Italiano  | Riccardo Fogli     | Storie di tutti i giorni | 7            | 7            | 7            | N.D.           | 8                  | 8            | 8            | 8                 | 53         | 6          |

Esibizione fuori gara: Quando - Alex Britti, Riccardo Fogli, Raf e Marco Masini

### Seconda puntata
Data: 18 gennaio 2025
Prima manche: i cantanti eseguono un duetto assieme ai maestri loro abbinati
| Ordine d'uscita | Concorrente       | Maestro            | Duetto con maestro             | Voto Maestri | Voto Maestri | Voto Maestri | Voto Maestri   | Voto Maestri       | Voto Maestri | Voto Maestri | Voto Maestri      | Voto Maestri |
| Ordine d'uscita | Concorrente       | Maestro            | Duetto con maestro             | Alex Britti  | Raf          | Patty Pravo  | Riccardo Fogli | Gigliola Cinquetti | Rita Pavone  | Marco Masini | Donatella Rettore | M1           |
| --------------- | ----------------- | ------------------ | ------------------------------ | ------------ | ------------ | ------------ | -------------- | ------------------ | ------------ | ------------ | ----------------- | ------------ |
| 1               | Pierdavide Carone | Gigliola Cinquetti | Alle porte del sole            | 8            | 8            | 7            | 7              | N.D.               | 9            | 8            | 8                 | 55           |
| 2               | Antonella Bucci   | Raf                | Il battito animale             | 7            | N.D.         | 8            | 8              | 8                  | 9            | 7            | 8                 | 55           |
| 3               | Anonimo Italiano  | Riccardo Fogli     | Noi due nel mondo e nell'anima | 7            | 7            | 8            | N.D.           | 7                  | 7            | 6            | 6                 | 48           |
| 4               | Pago              | Patty Pravo        | ...e dimmi che non vuoi morire | 6            | 8            | N.D.         | 9              | 8                  | 9            | 7            | 10                | 57           |
| 5               | Matteo Amantia    | Alex Britti        | 7000 caffè                     | N.D.         | 8            | 9            | 9              | 8                  | 9            | 9            | 5                 | 57           |
| 6               | Valerio Scanu     | Rita Pavone        | Fortissimo                     | 6            | 8            | 9            | 9              | 9                  | N.D.         | 7            | 7                 | 55           |
| 7               | Carlotta          | Donatella Rettore  | Kobra                          | 9            | 8            | 7            | 7              | 7                  | 7            | 7            | N.D.              | 52           |
| 8               | Loredana Errore   | Marco Masini       | Ci vorrebbe il mare            | 9            | 10           | 8            | 9              | 9                  | 10           | N.D.         | 10                | 65           |

Seconda manche: i cantanti, in sfida tra loro, eseguono un duetto con un ospite loro abbinato. Il vincitore della sfida ottiene altri 5 punti bonus.
| Ordine d'uscita | Concorrente       | Ospite        | Duetto con ospite                        | Voto Maestri | Voto Maestri | Voto Maestri | Voto Maestri   | Voto Maestri       | Voto Maestri | Voto Maestri | Voto Maestri      | Voto Maestri | Voto Maestri | Voto Maestri | Classifica  | Classifica  |
| Ordine d'uscita | Concorrente       | Ospite        | Duetto con ospite                        | Alex Britti  | Raf          | Patty Pravo  | Riccardo Fogli | Gigliola Cinquetti | Rita Pavone  | Marco Masini | Donatella Rettore | M            | Bonus        | M2           | M1+M2       | #           |
| Prima sfida     | Prima sfida       | Prima sfida   | Prima sfida                              | Prima sfida  | Prima sfida  | Prima sfida  | Prima sfida    | Prima sfida        | Prima sfida  | Prima sfida  | Prima sfida       | Prima sfida  | Prima sfida  | Prima sfida  | Prima sfida | Prima sfida |
| --------------- | ----------------- | ------------- | ---------------------------------------- | ------------ | ------------ | ------------ | -------------- | ------------------ | ------------ | ------------ | ----------------- | ------------ | ------------ | ------------ | ----------- | ----------- |
| 1               | Valerio Scanu     | Fausto Leali  | Io camminerò e Mi manchi                 | 8            | 8            | 8            | 8              | N.D.               | N.D.         | 8            | 8                 | 48           | 0            | 48           | 103         | 6           |
| 1               | Pierdavide Carone | Fausto Leali  | Io camminerò e Mi manchi                 | 9            | 9            | 8            | 8              | N.D.               | N.D.         | 9            | 9                 | 52           | +5           | 57           | 112         | 2           |
| Seconda sfida   |                   |               |                                          |              |              |              |                |                    |              |              |                   |              |              |              |             |             |
| 2               | Antonella Bucci   | Alexia        | Per dire di no e Dimmi come...           | 8            | N.D.         | 7            | 9              | 9                  | 10           | 9            | N.D.              | 52           | +5           | 57           | 112         | 2           |
| 2               | Carlotta          | Alexia        | Per dire di no e Dimmi come...           | 7            | N.D.         | 9            | 9              | 8                  | 9            | 8            | N.D.              | 50           | 0            | 50           | 102         | 7           |
| Terza sfida     |                   |               |                                          |              |              |              |                |                    |              |              |                   |              |              |              |             |             |
| 3               | Matteo Amantia    | Fausto Leali  | Un'ora fa e Io amo                       | N.D.         | 8            | N.D.         | 9              | 8                  | 8            | 9            | 10                | 52           | +5           | 57           | 114         | 1           |
| 3               | Pago              | Fausto Leali  | Un'ora fa e Io amo                       | N.D.         | 8            | N.D.         | 9              | 7                  | 8            | 7            | 9                 | 48           | 0            | 48           | 105         | 5           |
| Quarta sfida    |                   |               |                                          |              |              |              |                |                    |              |              |                   |              |              |              |             |             |
| 4               | Anonimo Italiano  | Paolo Vallesi | Le persone inutili e La forza della vita | 8            | 8            | 9            | N.D.           | 7                  | 6            | N.D.         | 8                 | 46           | +5           | 51           | 99          | 8           |
| 4               | Loredana Errore   | Paolo Vallesi | Le persone inutili e La forza della vita | 8            | 7            | 8            | N.D.           | 7                  | 7            | N.D.         | 8                 | 45           | 0            | 45           | 110         | 4           |

Esibizioni fuori gara: La bambola - Patty Pravo e Riccardo Fogli; Insieme a te non ci sto più - Rettore, Gigliola Cinquetti e Rita Pavone, I Feel Feelings - Alexia

### Terza puntata
Data: 25 gennaio 2025
Prima manche: i cantanti eseguono un duetto assieme ai maestri loro abbinati
| Ordine d'uscita | Concorrente       | Maestro            | Duetto con maestro               | Voto Maestri | Voto Maestri | Voto Maestri | Voto Maestri   | Voto Maestri       | Voto Maestri | Voto Maestri | Voto Maestri      | Voto Maestri |
| Ordine d'uscita | Concorrente       | Maestro            | Duetto con maestro               | Alex Britti  | Raf          | Patty Pravo  | Riccardo Fogli | Gigliola Cinquetti | Rita Pavone  | Marco Masini | Donatella Rettore | M1           |
| --------------- | ----------------- | ------------------ | -------------------------------- | ------------ | ------------ | ------------ | -------------- | ------------------ | ------------ | ------------ | ----------------- | ------------ |
| 1               | Pago              | Patty Pravo        | Pazza idea                       | 8            | 8            | N.D.         | 8              | 9                  | 8            | 8            | 6                 | 55           |
| 2               | Carlotta          | Donatella Rettore  | Donatella                        | 8            | 9            | 8            | 9              | 8                  | 8            | 8            | N.D.              | 58           |
| 3               | Valerio Scanu     | Rita Pavone        | Come te non c'è nessuno          | 7            | 8            | 8            | 9              | 9                  | N.D.         | 8            | 6                 | 55           |
| 4               | Anonimo Italiano  | Riccardo Fogli     | Pensiero                         | 7            | 7            | 7            | N.D.           | 9                  | 9            | 9            | 6                 | 54           |
| 5               | Matteo Amantia    | Alex Britti        | Solo una volta (o tutta la vita) | N.D.         | 8            | 8            | 8              | 9                  | 9            | 9            | 10                | 61           |
| 6               | Loredana Errore   | Marco Masini       | L'uomo volante                   | 9            | 9            | 7            | 8              | 10                 | 10           | N.D.         | 8                 | 61           |
| 7               | Pierdavide Carone | Gigliola Cinquetti | La pioggia                       | 9            | 8            | 8            | 8              | N.D.               | 8            | 8            | 5                 | 54           |
| 8               | Antonella Bucci   | Raf                | Inevitabile follia               | 8            | N.D.         | 8            | 9              | 9                  | 9            | 8            | 10                | 61           |

Seconda manche: i cantanti, in sfida tra loro, eseguono una cover di un brano celebre in coppia col loro maestro. Le sfide sono scelte a sorte. Il vincitore della sfida ottiene altri 5 punti bonus.
| Ordine d'uscita | Concorrente       | Maestro            | Cover                             | Voto Maestri | Voto Maestri | Voto Maestri | Voto Maestri   | Voto Maestri       | Voto Maestri | Voto Maestri | Voto Maestri      | Voto Maestri | Voto Maestri | Voto Maestri | Classifica  | Classifica  |
| Ordine d'uscita | Concorrente       | Maestro            | Cover                             | Alex Britti  | Raf          | Patty Pravo  | Riccardo Fogli | Gigliola Cinquetti | Rita Pavone  | Marco Masini | Donatella Rettore | M            | Bonus        | M2           | M1+M2       | #           |
| Prima sfida     | Prima sfida       | Prima sfida        | Prima sfida                       | Prima sfida  | Prima sfida  | Prima sfida  | Prima sfida    | Prima sfida        | Prima sfida  | Prima sfida  | Prima sfida       | Prima sfida  | Prima sfida  | Prima sfida  | Prima sfida | Prima sfida |
| --------------- | ----------------- | ------------------ | --------------------------------- | ------------ | ------------ | ------------ | -------------- | ------------------ | ------------ | ------------ | ----------------- | ------------ | ------------ | ------------ | ----------- | ----------- |
| 1               | Antonella Bucci   | Raf                | Hallelujah                        | N.D.         | N.D.         | 9            | 9              | 9                  | 10           | 10           | 9                 | 56           | +5           | 61           | 122         | 2           |
| 2               | Matteo Amantia    | Alex Britti        | More Than Words                   | N.D.         | N.D.         | 9            | 9              | 10                 | 8            | 9            | 10                | 55           | 0            | 55           | 116         | 3           |
| Seconda sfida   |                   |                    |                                   |              |              |              |                |                    |              |              |                   |              |              |              |             |             |
| 3               | Pierdavide Carone | Gigliola Cinquetti | La sera dei miracoli              | 9            | 9            | N.D.         | 9              | N.D.               | 9            | 9            | 9                 | 54           | +5           | 59           | 113         | 1           |
| 4               | Pago              | Patty Pravo        | Un senso                          | 8            | 8            | N.D.         | 9              | N.D.               | 8            | 8            | 9                 | 50           | 0            | 50           | 105         | 6           |
| Terza sfida     |                   |                    |                                   |              |              |              |                |                    |              |              |                   |              |              |              |             |             |
| 5               | Carlotta          | Donatella Rettore  | Tintarella di luna                | 7            | 8            | 8            | N.D.           | 8                  | 9            | 8            | N.D.              | 48           | 0            | 48           | 106         | 8           |
| 6               | Anonimo Italiano  | Riccardo Fogli     | I migliori anni della nostra vita | 8            | 8            | 8            | N.D.           | 9                  | 9            | 7            | N.D.              | 49           | +5           | 54           | 108         | 7           |
| Quarta sfida    |                   |                    |                                   |              |              |              |                |                    |              |              |                   |              |              |              |             |             |
| 7               | Valerio Scanu     | Rita Pavone        | Una ragione di più                | 8            | 9            | 8            | 9              | 8                  | N.D.         | N.D.         | 10                | 52           | +5           | 57           | 112         | 4           |
| 8               | Loredana Errore   | Marco Masini       | E la luna bussò                   | 8            | 9            | 8            | 8              | 8                  | N.D.         | N.D.         | 6                 | 47           | 0            | 47           | 108         | 4           |

### Quarta puntata
Data: 1º febbraio 2025
Prima manche: i cantanti eseguono un duetto assieme ai maestri loro abbinati.
| Ordine d'uscita | Concorrente       | Maestro            | Duetto con maestro           | Voto Maestri | Voto Maestri | Voto Maestri | Voto Maestri   | Voto Maestri       | Voto Maestri | Voto Maestri | Voto Maestri      | Voto Maestri |
| Ordine d'uscita | Concorrente       | Maestro            | Duetto con maestro           | Alex Britti  | Raf          | Patty Pravo  | Riccardo Fogli | Gigliola Cinquetti | Rita Pavone  | Marco Masini | Donatella Rettore | M1           |
| --------------- | ----------------- | ------------------ | ---------------------------- | ------------ | ------------ | ------------ | -------------- | ------------------ | ------------ | ------------ | ----------------- | ------------ |
| 1               | Pago              | Patty Pravo        | Il paradiso                  | 8            | 8            | N.D.         | 9              | 7                  | 8            | 8            | 9                 | 57           |
| 2               | Pierdavide Carone | Gigliola Cinquetti | Centro di gravità permanente | 9            | 8            | 9            | 9              | N.D.               | 10           | 9            | 9                 | 63           |
| 3               | Loredana Errore   | Marco Masini       | La notte                     | 8            | 9            | 9            | 10             | 9                  | 10           | N.D.         | 9                 | 64           |
| 4               | Carlotta          | Donatella Rettore  | Lamette                      | 9            | 8            | 8            | 9              | 8                  | 8            | 8            | N.D.              | 58           |
| 5               | Antonella Bucci   | Raf                | Stai con me                  | 9            | N.D.         | 8            | 9              | 9                  | 9            | 9            | 10                | 63           |
| 6               | Valerio Scanu     | Rita Pavone        | La voce del silenzio         | 9            | 10           | 9            | 9              | 9                  | N.D.         | 8            | 10                | 64           |
| 7               | Anonimo Italiano  | Riccardo Fogli     | Ancora                       | 9            | 9            | 9            | N.D.           | 9                  | 9            | 8            | 7                 | 60           |
| 8               | Matteo Amantia    | Alex Britti        | Una su 1.000.000             | N.D.         | 8            | 8            | 9              | 8                  | 8            | 8            | 9                 | 58           |

Seconda manche: i cantanti, in sfida tra loro, eseguono un duetto con un ospite loro abbinato. Il vincitore della sfida ottiene 10 punti bonus.
| Ordine d'uscita | Concorrente       | Ospite             | Duetto con ospite                        | Voto Maestri | Voto Maestri | Voto Maestri | Voto Maestri   | Voto Maestri       | Voto Maestri | Voto Maestri | Voto Maestri      | Voto Maestri | Voto Maestri | Classifica  | Classifica  |
| Ordine d'uscita | Concorrente       | Ospite             | Duetto con ospite                        | Alex Britti  | Raf          | Patty Pravo  | Riccardo Fogli | Gigliola Cinquetti | Rita Pavone  | Marco Masini | Donatella Rettore | Totale       | Bonus        | M1+M2       | #           |
| Prima sfida     | Prima sfida       | Prima sfida        | Prima sfida                              | Prima sfida  | Prima sfida  | Prima sfida  | Prima sfida    | Prima sfida        | Prima sfida  | Prima sfida  | Prima sfida       | Prima sfida  | Prima sfida  | Prima sfida | Prima sfida |
| --------------- | ----------------- | ------------------ | ---------------------------------------- | ------------ | ------------ | ------------ | -------------- | ------------------ | ------------ | ------------ | ----------------- | ------------ | ------------ | ----------- | ----------- |
| 1               | Matteo Amantia    | Fabrizio Moro      | Libero e Portami via                     | N.D.         |              |              |                |                    |              | N.D.         |                   | 3            | 0            | 58          | 7           |
| 1               | Loredana Errore   | Fabrizio Moro      | Libero e Portami via                     | N.D.         |              |              |                |                    |              | N.D.         |                   | 3            | +10          | 74          | 1           |
| Seconda sfida   |                   |                    |                                          |              |              |              |                |                    |              |              |                   |              |              |             |             |
| 2               | Pierdavide Carone | Mario Biondi       | This Is What You Are e Ci penserò domani |              |              | N.D.         |                | N.D.               |              |              |                   | 1            | 0            | 63          | 2           |
| 2               | Pago              | Mario Biondi       | This Is What You Are e Ci penserò domani |              |              | N.D.         |                | N.D.               |              |              |                   | 5            | +10          | 67          | 2           |
| Terza sfida     |                   |                    |                                          |              |              |              |                |                    |              |              |                   |              |              |             |             |
| 3               | Valerio Scanu     | Audio 2            | Alle venti... e Acqua e sale             |              |              |              | N.D.           |                    | N.D.         |              |                   | 2            | 0            | 64          | 5           |
| 3               | Anonimo Italiano  | Audio 2            | Alle venti... e Acqua e sale             |              |              |              | N.D.           |                    | N.D.         |              |                   | 4            | +10          | 70          | 6           |
| Quarta sfida    |                   |                    |                                          |              |              |              |                |                    |              |              |                   |              |              |             |             |
| 4               | Antonella Bucci   | Cugini di Campagna | Lettera 22 e Anima mia                   |              | N.D.         |              |                |                    |              |              | N.D.              | 4            | +10          | 73          | 4           |
| 4               | Carlotta          | Cugini di Campagna | Lettera 22 e Anima mia                   |              | N.D.         |              |                |                    |              |              | N.D.              | 2            | 0            | 58          | 8           |

Esibizione fuori gara: Gente di mare, La vasca, Disperato, Tanta voglia di lei - Alex Britti, Riccardo Fogli, Raf e Marco Masini; Questo piccolo grande amore - Anonimo Italiano

### Quinta puntata
Data: 8 febbraio 2025
Prima manche: i cantanti eseguono un duetto assieme ai maestri loro abbinati.
| Ordine d'uscita | Concorrente       | Maestro            | Duetto con maestro            | Voto Maestri | Voto Maestri | Voto Maestri | Voto Maestri   | Voto Maestri       | Voto Maestri | Voto Maestri | Voto Maestri      | Voto Maestri |
| Ordine d'uscita | Concorrente       | Maestro            | Duetto con maestro            | Alex Britti  | Raf          | Patty Pravo  | Riccardo Fogli | Gigliola Cinquetti | Rita Pavone  | Marco Masini | Donatella Rettore | M1           |
| --------------- | ----------------- | ------------------ | ----------------------------- | ------------ | ------------ | ------------ | -------------- | ------------------ | ------------ | ------------ | ----------------- | ------------ |
| 1               | Pierdavide Carone | Gigliola Cinquetti | La donna cannone              | 8            | 8            | 9            | 9              | N.D.               | 9            | 8            | 5                 | 56           |
| 2               | Carlotta          | Donatella Rettore  | Splendido splendente          | 8            | 8            | 8            | 9              | 8                  | 8            | 9            | N.D.              | 58           |
| 3               | Antonella Bucci   | Raf                | La musica è finita            | 7            | N.D.         | 8            | 10             | 9                  | 10           | 10           | 7                 | 61           |
| 4               | Matteo Amantia    | Alex Britti        | Baciami (e portami a ballare) | N.D.         | 8            | 8            | 9              | 9                  | 9            | 8            | 7                 | 58           |
| 5               | Valerio Scanu     | Rita Pavone        | E penso a te                  | 8            | 9            | 8            | 10             | 10                 | N.D.         | 9            | 10                | 64           |
| 6               | Anonimo Italiano  | Riccardo Fogli     | Malinconia                    | 7            | 8            | 8            | N.D.           | 8                  | 8            | 8            | 7                 | 54           |
| 7               | Loredana Errore   | Marco Masini       | Sally                         | 7            | 9            | 9            | 9              | 8                  | 10           | N.D.         | 7                 | 59           |
| 8               | Pago              | Patty Pravo        | Ragazzo triste                | 8            | 8            | N.D.         | 9              | 8                  | 8            | 8            | 10                | 59           |

Seconda manche: i cantanti, in sfida tra loro, eseguono un duetto con il proprio maestro, sulle note di un brano sanremese. Il vincitore della sfida accederà al round finale.
| Ordine d'uscita | Concorrente       | Maestro            | Brano sanremese     | Voto Maestri | Voto Maestri | Voto Maestri | Voto Maestri   | Voto Maestri       | Voto Maestri | Voto Maestri | Voto Maestri      | Voto Maestri | Voto Maestri | Classifica  | Classifica  |
| Ordine d'uscita | Concorrente       | Maestro            | Brano sanremese     | Alex Britti  | Raf          | Patty Pravo  | Riccardo Fogli | Gigliola Cinquetti | Rita Pavone  | Marco Masini | Donatella Rettore | Totale       | Esito        | M1+M2       | #           |
| Prima sfida     | Prima sfida       | Prima sfida        | Prima sfida         | Prima sfida  | Prima sfida  | Prima sfida  | Prima sfida    | Prima sfida        | Prima sfida  | Prima sfida  | Prima sfida       | Prima sfida  | Prima sfida  | Prima sfida | Prima sfida |
| --------------- | ----------------- | ------------------ | ------------------- | ------------ | ------------ | ------------ | -------------- | ------------------ | ------------ | ------------ | ----------------- | ------------ | ------------ | ----------- | ----------- |
| 1               | Carlotta          | Donatella Rettore  | Un'emozione da poco |              |              |              |                |                    |              | N.D.         | N.D.              | 3            | Vincitrice   | −           | −           |
| 1               | Loredana Errore   | Marco Masini       | Perchè lo fai       |              |              |              |                |                    |              | N.D.         | N.D.              | 3            | Perdente     | 59          | 4           |
| Seconda sfida   |                   |                    |                     |              |              |              |                |                    |              |              |                   |              |              |             |             |
| 2               | Antonella Bucci   | Raf                | Ovunque sarai       |              | N.D.         | N.D.         |                |                    |              |              |                   | 2            | Perdente     | 61          | 6           |
| 2               | Pago              | Patty Pravo        | La spada nel cuore  |              | N.D.         | N.D.         |                |                    |              |              |                   | 4            | Vincitore    | −           | −           |
| Terza sfida     |                   |                    |                     |              |              |              |                |                    |              |              |                   |              |              |             |             |
| 3               | Matteo Amantia    | Alex Britti        | Zitti e buoni       | N.D.         |              |              |                |                    | N.D.         |              |                   | 4            | Vincitore    | −           | −           |
| 3               | Valerio Scanu     | Rita Pavone        | Grande amore        | N.D.         |              |              |                |                    | N.D.         |              |                   | 2            | Perdente     | 64          | 2           |
| Quarta sfida    |                   |                    |                     |              |              |              |                |                    |              |              |                   |              |              |             |             |
| 4               | Pierdavide Carone | Gigliola Cinquetti | Fai rumore          |              |              |              | N.D.           | N.D.               |              |              |                   | 4            | Vincitore    | −           | −           |
| 4               | Anonimo Italiano  | Riccardo Fogli     | Se stiamo insieme   |              |              |              | N.D.           | N.D.               |              |              |                   | 2            | Perdente     | 54          | 8           |

Manche finale: I vincitori della manche precedente, in sfida tra loro, eseguono un duetto con un ospite loro abbinato. Il vincitore della sfida ottiene 20 punti bonus.
| Ordine d'uscita | Concorrente       | Ospite        | Duetto con ospite | Voto Maestri | Voto Maestri | Voto Maestri | Voto Maestri   | Voto Maestri       | Voto Maestri | Voto Maestri | Voto Maestri      | Voto Maestri | Voto Maestri | Classifica  | Classifica  |
| Ordine d'uscita | Concorrente       | Ospite        | Duetto con ospite | Alex Britti  | Raf          | Patty Pravo  | Riccardo Fogli | Gigliola Cinquetti | Rita Pavone  | Marco Masini | Donatella Rettore | Totale       | Bonus        | M1+M2       | #           |
| Prima sfida     | Prima sfida       | Prima sfida   | Prima sfida       | Prima sfida  | Prima sfida  | Prima sfida  | Prima sfida    | Prima sfida        | Prima sfida  | Prima sfida  | Prima sfida       | Prima sfida  | Prima sfida  | Prima sfida | Prima sfida |
| --------------- | ----------------- | ------------- | ----------------- | ------------ | ------------ | ------------ | -------------- | ------------------ | ------------ | ------------ | ----------------- | ------------ | ------------ | ----------- | ----------- |
| 1               | Pago              | Ivana Spagna  | Gente come noi    |              |              | N.D.         |                |                    |              |              | N.D.              | 3            | 0            | 59          | 5           |
| 1               | Carlotta          | Ivana Spagna  | Gente come noi    |              |              | N.D.         |                |                    |              |              | N.D.              | 3            | +20          | 78          | 3           |
| Seconda sfida   |                   |               |                   |              |              |              |                |                    |              |              |                   |              |              |             |             |
| 2               | Matteo Amantia    | Amedeo Minghi | 1950              | N.D.         |              |              |                | N.D.               |              |              |                   | 2            | 0            | 58          | 7           |
| 2               | Pierdavide Carone | Amedeo Minghi | 1950              | N.D.         |              |              |                | N.D.               |              |              |                   | 4            | +20          | 76          | 1           |

Esibizioni fuori gara: Gianna - Pago

### Sesta puntata
Data: 22 febbraio 2025
Prima manche: i cantanti eseguono un duetto assieme ai maestri loro abbinati.
| Ordine d'uscita | Concorrente       | Maestro            | Duetto con maestro        | Voto Maestri | Voto Maestri | Voto Maestri | Voto Maestri   | Voto Maestri       | Voto Maestri | Voto Maestri | Voto Maestri      | Voto Maestri | Voto Maestri      |
| Ordine d'uscita | Concorrente       | Maestro            | Duetto con maestro        | Alex Britti  | Raf          | Patty Pravo  | Riccardo Fogli | Gigliola Cinquetti | Rita Pavone  | Marco Masini | Donatella Rettore | M1           | Bonus giornalisti |
| --------------- | ----------------- | ------------------ | ------------------------- | ------------ | ------------ | ------------ | -------------- | ------------------ | ------------ | ------------ | ----------------- | ------------ | ----------------- |
| 1               | Pago              | Patty Pravo        | Se perdo te               | 8            | 8            | N.D.         | 9              | 8                  | 8            | 8            | 10                | 59           | +10               |
| 2               | Pierdavide Carone | Gigliola Cinquetti | Non ho l'età (per amarti) | 8            | 9            | 9            | 9              | N.D.               | 9            | 9            | 9                 | 62           | 0                 |
| 3               | Matteo Amantia    | Alex Britti        | Lo zingaro felice         | N.D.         | 8            | 8            | 9              | 9                  | 9            | 9            | 8                 | 60           | 0                 |
| 4               | Carlotta          | Donatella Rettore  | Canzoni stonate           | 7            | 8            | 8            | 8              | 8                  | 8            | 7            | N.D.              | 54           | 0                 |
| 5               | Anonimo Italiano  | Riccardo Fogli     | L'emozione non ha voce    | 9            | 8            | 8            | N.D.           | 9                  | 9            | 8            | 8                 | 59           | 0                 |
| 6               | Antonella Bucci   | Raf                | Non è mai un errore       | 8            | N.D.         | 8            | 9              | 9                  | 9            | 9            | 10                | 62           | 0                 |
| 7               | Loredana Errore   | Marco Masini       | Le tasche piene di sassi  | 8            | 9            | 9            | 9              | 9                  | 10           | N.D.         | 8                 | 62           | 0                 |
| 8               | Valerio Scanu     | Rita Pavone        | Poster                    | 7            | 9            | 9            | 9              | 10                 | N.D.         | 9            | 8                 | 61           | 0                 |

Seconda manche: i cantanti, in sfida tra loro, eseguono un duetto con un ospite loro abbinato. Il vincitore della sfida ottiene altri 10 punti bonus.
| Ordine d'uscita | Concorrente       | Ospite           | Duetto con ospite              | Voto Maestri | Voto Maestri | Voto Maestri | Voto Maestri   | Voto Maestri       | Voto Maestri | Voto Maestri | Voto Maestri      | Voto Maestri | Voto Maestri | Voto Maestri | Classifica  | Classifica  |
| Ordine d'uscita | Concorrente       | Ospite           | Duetto con ospite              | Alex Britti  | Raf          | Patty Pravo  | Riccardo Fogli | Gigliola Cinquetti | Rita Pavone  | Marco Masini | Donatella Rettore | Giornalisti  | Totale       | Bonus        | M1+M2       | #           |
| Prima sfida     | Prima sfida       | Prima sfida      | Prima sfida                    | Prima sfida  | Prima sfida  | Prima sfida  | Prima sfida    | Prima sfida        | Prima sfida  | Prima sfida  | Prima sfida       | Prima sfida  | Prima sfida  | Prima sfida  | Prima sfida | Prima sfida |
| --------------- | ----------------- | ---------------- | ------------------------------ | ------------ | ------------ | ------------ | -------------- | ------------------ | ------------ | ------------ | ----------------- | ------------ | ------------ | ------------ | ----------- | ----------- |
| 1               | Loredana Errore   | Enrico Ruggeri   | Il mare d'inverno              | N.D.         |              |              |                |                    |              | N.D.         |                   |              | 1            | 0            | 62          | 4           |
| 1               | Matteo Amantia    | Enrico Ruggeri   | Mistero                        | N.D.         |              |              |                |                    |              | N.D.         |                   |              | 6            | +10          | 70          | 6           |
| Seconda sfida   |                   |                  |                                |              |              |              |                |                    |              |              |                   |              |              |              |             |             |
| 2               | Anonimo Italiano  | Michele Zarrillo | Una rosa blu                   |              |              |              | N.D.           |                    | N.D.         |              |                   |              | 1            | 0            | 59          | 2           |
| 2               | Valerio Scanu     | Michele Zarrillo | Cinque giorni                  |              |              |              | N.D.           |                    | N.D.         |              |                   |              | 6            | +10          | 71          | 1           |
| Terza sfida     |                   |                  |                                |              |              |              |                |                    |              |              |                   |              |              |              |             |             |
| 3               | Pierdavide Carone | Enrico Ruggeri   | I dubbi dell'amore             |              | N.D.         |              |                | N.D.               |              |              |                   |              | 2            | 0            | 62          | 6           |
| 3               | Antonella Bucci   | Enrico Ruggeri   | Quello che le donne non dicono |              | N.D.         |              |                | N.D.               |              |              |                   |              | 5            | +10          | 72          | 2           |
| Quarta sfida    |                   |                  |                                |              |              |              |                |                    |              |              |                   |              |              |              |             |             |
| 4               | Pago              | Amii Stewart     | Grazie perchè                  |              |              | N.D.         |                |                    |              |              | N.D               |              | 3            | 0            | 59          |             |
| 4               | Carlotta          | Amii Stewart     | Knock on Wood                  |              |              | N.D.         |                |                    |              |              | N.D               |              | 4            | +10          | 64          |             |

Esibizioni fuori gara: Sara - tutti i concorrenti; Tutt'al più - Patty Pravo e Marco Masini; Quelli erano giorni - Gigliola Cinquetti; Io ho te - Donatella Rettore; Proud Mary - Rita Pavone

### Settima puntata - Finale
Data: 1° marzo 2025
Prima manche: i cantanti eseguono un duetto assieme ai maestri loro abbinati, successivamente presentano il loro inedito.
| Ordine d'uscita | Concorrente       | Maestro            | Duetto con maestro  | Inedito                   | Voto Maestri | Voto Maestri | Voto Maestri | Voto Maestri   | Voto Maestri       | Voto Maestri | Voto Maestri | Voto Maestri      | Voto Maestri | Voto Maestri | Classifica |
| Ordine d'uscita | Concorrente       | Maestro            | Duetto con maestro  | Inedito                   | Alex Britti  | Raf          | Patty Pravo  | Riccardo Fogli | Gigliola Cinquetti | Rita Pavone  | Marco Masini | Donatella Rettore | M            | Bonus        | #          |
| --------------- | ----------------- | ------------------ | ------------------- | ------------------------- | ------------ | ------------ | ------------ | -------------- | ------------------ | ------------ | ------------ | ----------------- | ------------ | ------------ | ---------- |
| 1               | Pago              | Patty Pravo        | Il mio canto libero | Fa che non sia per sempre | 8            | 9            | N.D.         | 9              | 8                  | 9            | 8            | 9                 | 60           | 0            | 3          |
| 2               | Anonimo Italiano  | Riccardo Fogli     | Piccola Katy        | Lupo abbandonato          | 7            | 7            | 8            | N.D.           | 9                  | 8            | 7            | 9                 | 55           | 0            | 8          |
| 3               | Matteo Amantia    | Alex Britti        | Bene così           | Togliersi di torno        | N.D.         | 8            | 8            | 9              | 8                  | 8            | 8            | 9                 | 58           | 0            | 2          |
| 4               | Loredana Errore   | Marco Masini       | Dedicato            | In un abbraccio           | 7            | 8            | 8            | 9              | 7                  | 8            | N.D.         | 7                 | 54           | 0            | 6          |
| 5               | Antonella Bucci   | Raf                | Tango               | Sogni ribelli             | 8            | N.D.         | 8            | 9              | 9                  | 9            | 8            | 7                 | 58           | 0            | 7          |
| 6               | Valerio Scanu     | Rita Pavone        | Gli amori           | Solo con una parola       | 9            | 8            | 8            | 9              | 8                  | N.D.         | 8            | 9                 | 59           | 0            | 5          |
| 7               | Pierdavide Carone | Gigliola Cinquetti | Spaccacuore         | Non ce l'ho con te        | 10           | 9            | 9            | 9              | N.D.               | 9            | 9            | 9                 | 64           | +10          | 1          |
| 8               | Carlotta          | Donatella Rettore  | Figli delle stelle  | Il bacio                  | 8            | 8            | 8            | 9              | 9                  | 9            | 10           | N.D.              | 61           | 0            | 3          |

Manche finale: i primi due classificati nella classifica generale, si esibiscono col proprio cavallo di battaglia insieme al proprio coach. A decretare il vincitore del programma è la giuria popolare.
| Ordine d'uscita | Concorrente       | Maestro            | Cavallo di battaglia | Responso                   |
| --------------- | ----------------- | ------------------ | -------------------- | -------------------------- |
| 1               | Matteo Amantia    | Alex Britti        | Oggi sono io         | Secondo classificato (47%) |
| 2               | Pierdavide Carone | Gigliola Cinquetti | La sera dei miracoli | Vincitore (53%)            |

## Classifica generale
Legenda:

N/D Il Maestro non vota il suo allievo

M Voti ottenuti dai Maestri

M1 Voti ottenuti dai Maestri nella prima manche

M2 Voti ottenuti dai Maestri nella seconda manche

S Voti ottenuti dai Social 

G Voti ottenuti dalla Giuria popolare

M+S Somma dei voti dei Maestri e dei Social

M+G Somma dei voti dei Maestri e della Giuria popolare

# Classifica di puntata

     Vincitore di puntata

     Accede alla finalissima

     Vincitore

| Concorrente       | Maestro            | Puntata 1 | Puntata 1 | Puntata 1 | Puntata 1 | Puntata 2 | Puntata 2 | Puntata 2 | Puntata 2 | Puntata 3 | Puntata 3 | Puntata 3 | Puntata 3 | Puntata 4 | Puntata 4 | Puntata 4 | Puntata 4 | Puntata 5 | Puntata 5 | Puntata 5 | Puntata 5 | Puntata 6 | Puntata 6 | Puntata 6 | Puntata 6 | Puntata 7 | Puntata 7 | Puntata 7 | Puntata 7 | Totale | Classifica | Votazione finale |
| Concorrente       | Maestro            | M         | S         | M+S       | #         | M         | S         | M+S       | #         | M         | S         | M+S       | #         | M         | S         | M+S       | #         | M         | S         | M+S       | #         | M         | G         | M+G       | #         | M         | G         | M+G       | #         | Totale | Classifica | Votazione finale |
| ----------------- | ------------------ | --------- | --------- | --------- | --------- | --------- | --------- | --------- | --------- | --------- | --------- | --------- | --------- | --------- | --------- | --------- | --------- | --------- | --------- | --------- | --------- | --------- | --------- | --------- | --------- | --------- | --------- | --------- | --------- | ------ | ---------- | ---------------- |
| Pierdavide Carone | Gigliola Cinquetti | 6         | 10        | 16        | 2         | 8         | 10        | 18        | 1         | 6         | 10        | 16        | 1         | 3         | 10        | 13        | 2         | 8         | 10        | 18        | 1         | 3         | 5         | 8         | 6         | 10        | 10        | 20        | 1         | 109    | 1          | 53%              |
| Matteo Amantia    | Alex Britti        | 10        | 8         | 18        | 1         | 10        | 5         | 15        | 2         | 8         | 4         | 12        | 3         | 2         | 4         | 6         | 7         | 2         | 4         | 6         | 7         | 6         | 2         | 8         | 6         | 4         | 8         | 12        | 2         | 77     | 2          | 47%              |
| Pago              | Patty Pravo        | 3         | 6         | 9         | 5         | 4         | 8         | 12        | 3         | 1         | 8         | 9         | 6         | 5         | 8         | 13        | 2         | 4         | 5         | 9         | 5         | 5         | 4         | 9         | 4         | 6         | 5         | 11        | 3         | 72     | 3          |                  |
| Antonella Bucci   | Raf                | 8         | 3         | 11        | 3         | 8         | 3         | 11        | 4         | 10        | 3         | 13        | 2         | 8         | 3         | 11        | 4         | 5         | 3         | 8         | 6         | 10        | 1         | 11        | 2         | 4         | 2         | 6         | 7         | 71     | 4          |                  |
| Valerio Scanu     | Rita Pavone        | 1         | 2         | 3         | 8         | 3         | 6         | 9         | 5         | 5         | 5         | 10        | 4         | 4         | 5         | 9         | 5         | 6         | 8         | 14        | 2         | 8         | 8         | 16        | 1         | 5         | 4         | 9         | 5         | 70     | 5          |                  |
| Loredana Errore   | Marco Masini       | 4         | 4         | 8         | 6         | 5         | 4         | 9         | 5         | 4         | 6         | 10        | 4         | 10        | 6         | 16        | 1         | 4         | 6         | 10        | 4         | 3         | 6         | 9         | 4         | 1         | 6         | 7         | 6         | 69     | 6          |                  |
| Carlotta          | Donatella Rettore  | 5         | 5         | 10        | 4         | 2         | 1         | 3         | 7         | 2         | 1         | 3         | 8         | 2         | 2         | 4         | 8         | 10        | 2         | 12        | 3         | 4         | 3         | 7         | 8         | 8         | 3         | 11        | 3         | 50     | 7          |                  |
| Anonimo Italiano  | Riccardo Fogli     | 3         | 1         | 4         | 7         | 1         | 2         | 3         | 7         | 4         | 2         | 6         | 7         | 6         | 1         | 7         | 6         | 1         | 1         | 2         | 8         | 1         | 10        | 11        | 2         | 2         | 1         | 3         | 8         | 36     | 8          |                  |

## Ascolti
| Puntata | Messa in onda    | Telespettatori | Share  |
| ------- | ---------------- | -------------- | ------ |
| 1       | 11 gennaio 2025  | 2 693 000      | 18,18% |
| 2       | 18 gennaio 2025  | 2 420 000      | 17,27% |
| 3       | 25 gennaio 2025  | 2 290 000      | 16,80% |
| 4       | 1º febbraio 2025 | 2 256 000      | 16,54% |
| 5       | 8 febbraio 2025  | 2 084 000      | 15,96% |
| 6       | 22 febbraio 2025 | 1 984 000      | 15,01% |
| 7       | 1º marzo 2025    | 2 011 000      | 15,67% |
| Media   | Media            | 2 248 000      | 16,48% |